# Scaptesyle plumosus
Scaptesyle plumosus là một loài bướm đêm thuộc phân họ Arctiinae, họ Erebidae.